# Premi Emmy 1963
La cerimonia dei Premi Emmy 1963, nota retroattivamente come 15ª edizione dei Primetime Emmy Awards (15th Primetime Emmy Awards), si è tenuta all'Hollywood Palladium a Los Angeles (California) il 26 maggio 1963.
La cerimonia fu presentata da Joey Bishop.

## Primetime Emmy Awards
Per le candidature, furono presi in considerazione i programmi trasmessi tra il 15 aprile 1962 e il 14 aprile 1963.

### Migliore serie televisiva drammatica
- La parola alla difesa (The Defenders)
- Alcoa Premiere
- The Dick Powell Show
- The Eleventh Hour
- Naked City

### Migliore serie televisiva comica
- The Dick Van Dyke Show
- Beverly Hillbillies (The Beverly Hillbillies)
- The Danny Kaye Show with Lucille Ball
- McHale's Navy

### Migliore attore protagonista in una serie drammatica
- E.G. Marshall – La parola alla difesa
- Paul Burke – Naked City
- Ernest Borgnine – McHale's Navy
- Dick Van Dyke – The Dick Van Dyke Show
- Vic Morrow – Combat!

### Miglior attore protagonista in un singolo episodio di una serie televisiva
- Trevor Howard – Hallmark Hall of Fame | Episodio: Invincible Mr. Disraeli
- Bradford Dillman – Alcoa Premiere | Episodio: The Voice of Charlie Pont
- Don Gordon – La parola alla difesa | Episodio: The Madman
- Walter Matthau – The DuPont Show of the Month | Episodio: Big Deal in Laredo
- Joseph Schildkraut – Sam Benedict | Episodio: Hear the Mellow Wedding Bells

### Migliore attrice protagonista
- Kim Stanley – Ben Casey | Episodio: A Cardinal Act of Mercy
- Diahann Carroll – Naked City | Episodio: A Horse Has A Big Head, Let Him Worry
- Diana Hyland – Alcoa Premiere | Episodio: The Voice of Charlie Pont
- Eleanor Parker – The Eleventh Hours | Episodio: Why Am I Grown So Cold?
- Sylvia Sidney – La parola alla difesa | Episodio: The Madman

### Miglior attrice protagonista in un singolo episodio di una serie televisiva
- Shirley Booth – Hazel
- Lucille Ball – Lucy Show (The Lucy Show)
- Shirl Conway – The Nurses
- Irene Ryan – Beverly Hillbillies
- Mary Tyler Moore –The Dick Van Dyke Show

### Miglior attore non protagonista in una serie televisiva
- Don Knotts – The Andy Griffith Show
- Tim Conway – McHale's Navy
- Paul Ford – Hallmark Hall of Fame | Episodio: The Teahouse of the August Moon
- Hurd Hatfield – Hallmark Hall of Fame | Episodio: Invincible Mr. Disraeli
- Robert Redford – Alcoa Premiere | Episodio: The Voice of Charlie Pont

### Miglior attrice non protagonista in una serie televisiva
- Glenda Farrell – Ben Casey | Episodio: A Cardinal Act of Mercy
- Davey Davison – The Eleventh Hour | Episodio: Of Roses and Nightingales and Other Lovely Things
- Nancy Malone – Naked City
- Rose Marie – The Dick Van Dyke Show
- Kate Reid – Hallmark Hall of Fame | Episodio: Invincible Mr. Disraeli

### Migliore regia per una serie drammatica
- La parola alla difesa – Stuart Rosenberg per l'episodio The Madman
- Ben Casey – Sydney Pollack per l'episodio A Cardinal Act of Mercy
- The DuPont Show of the Month – Fielder Cook per l'episodio Big Deal in Laredo
- The DuPont Show of the Week – Fielder Cook per l'episodio Big Deal in Laredo
- Hallmark Hall of Fame – George Schaefer per l'episodio Invincible Mr. Disraeli

### Migliore regia per una serie comica o commedia
- The Dick Van Dyke Show – John Rich
- Beverly Hillbillies – Richard Whorf
- The Garry Moore Show – Dave Geisel
- The Jack Benny Program – Frederick De Cordova
- The Red Skelton Show – Seymour Burns

### Migliore sceneggiatura per una serie drammatica
- La parola alla difesa – Robert Thom e Reginald Rose per l'episodio The Madman
- Ben Casey – Norman Katkov per l'episodio A Cardinal Act of Mercy
- The DuPont Show of the Week – Sidney Carroll per l'episodio Big Deal in Laredo
- Hallmark Hall of Fame – James Lee per l'episodio Invincible Mr. Disraeli

### Migliore sceneggiatura per una serie comica o commedia
- The Dick Van Dyke Show – Carl Reiner
- Beverly Hillbillies – Paul Henning
- Car 54, Where Are You? – Nat Hiken
- The Jack Benny Program – Sam Perrin, George Balzer, Hal Goldman e Al Gordon
- The Red Skelton Show – Ed Simmons, David O'Brien, Martin Ragaway, Arthur Phillips, Larry Rhine, Mort Greene, Hugh Wedlock Jr., Red Skelton, Bruce Howard e Rick Mittleman